# The Master Key (1914)
The Master Key is een Amerikaanse avonturenfilm uit 1914 onder regie van Robert Z. Leonard. Destijds werd de film in Nederland uitgebracht onder de titel De sleutel naar het geluk.

## Verhaal
De hebzuchtige Tom Gallon schiet zijn metgezel Harry Wilkerson neer na de vondst van een rijke goudader. Hij vlucht daarna met de boot weg uit San Francisco. Jaren later heeft Gallon de sleutel verloren van een schatkist in een scheepswrak. Bovendien knaagt het gevoelen aan hem dat Wilkerson nog steeds in leven kan zijn.

## Rolverdeling
| Acteur            | Personage        |
| ----------------- | ---------------- |
| Robert Z. Leonard | John Dore        |
| Ella Hall         | Ruth Gallon      |
| Harry Carter      | Harry Wilkerson  |
| Jean Hathaway     | Jean Darnell     |
| Alfred Hickman    | Charles Everett  |
| Wilbur Higby      | Tom Gallon       |
| Charles Manley    | Tom Kane         |
| Jack Holt         | Donald Faversham |
| Jim Corey         | Wah Sing         |
| Allan Forrest     | Drake            |